# На штемпелі — зірки
«На штемпелі — зірки» (англ. Postmarked the Stars) — науково-фантастичний роман американської письменниці Андре Нортон (справжнє ім'я Аліса Мері Нортон), написаний під псевдонімом Анре Норт. Роман був опублікований 1969.
Роман є четвертою книгою циклу «Королева сонця».

## Сюжет
Ослабший від отруєння, Дейн Торсон, хитаючись, виходить із нічліжки на планеті Ксехо та повертається на свій корабель вільних торговців «Королева сонця», якраз вчасно перед самим стартом корабля, його першого поштового рейсу до планети Трев. Вже в гіперпросторі Дейн і команда знаходять на койці Дейна труп чоловіка, загримованого так, щоб він був схожий на Дейна. Зберігаючи труп у морозильній камері, екіпаж виявляє, що частина їхнього вантажу, сімейство звірів, яких називають брахами, стало розумним. Вони знаходять джерело радіації, яке, здається, відповідальне за зміни, і яке, можливо, також змінило ембріони латсмерів, які вони перевозять. Оскільки поки вони не зможуть розгадати таємницю мертвого чоловіка та джерела випромінювання, вони поміщають брах та латмерів в рятувальний шлюп, і Дейн, астрогатор Ріп Шеннон та інженер Алі Каміл саджають його на Трев подалі від зоряного порту, щоб перечекати розслідування.
З ембріонів латсмерів, вилуплюються не птахи, а хижаки більше схожі на драконів. Їм вдається втекти в дику природу, і Дейн з Алі відправляються їх шукати. Під час полювання Дейн знаходить краулер геологів з вбитим екіпажем та пограбованого вантажем. Повернувшись до рятувального човна, двоє чоловіків знаходять медика Тау, який чекає там із рейнджером Вімом Мешлером, який повідомляє їм, що всю команду заарештовано за довгим списком звинувачень, включаючи вбивство знайденого ними мертвого чоловіка.
Пояснивши ситуацію Мешлеру, торгівці помічають, що драконоподібні латсмери все ще на волі. Використовуючи фліттер, Мешлер, Тау, Дейн і брах знаходять драконів і намагаються знищити. Коли вони намагаються повернутися до рятувальної шлюпки, промінь керування тягне флітер до ворожого табору. Там їх захоплюють, а флітер знищують. За допомогою браха Мешлер, Тау, Дейн і брах тікають у джунглі.
Слідуючи слідом кравлера, вони знаходять головну базу ворога з монстрами, мутованими тваринами, і огорожами з силового поля. Вони також виявляють, що знаходяться в одному із загонів і повинні уникати монстрів. Брах вимикає силове поле, дозволяючи людям втекти, але ненавмисно випускає монстрів. Втікачі викрадають флітер і тікають, доставляючи його до селища Картла, великої ферми, де вони можуть зв'язатись з владою в Тревспорті.
Звільнені монстри атакують інше селище, тож Дейн, Мешлер і брах вирушають допомагати з евакуацією. Ворог збиває флітер, але не може його використати, тому вони планують використати Дейна та Мешлера як приманку, щоб заманити рятувальний флітер, який вони зможуть викрасти. Рятувальник залучає команду Зоряного патруля, поліцію Тревспорта та решту команди «Королева сонця», і вони перемагають ворогів.
Дейн направляє рятувальну групу до бази ворогів, і патруль захоплює її до того, як їхній космічний корабель шахраїв не може вилетіти. Так починається розкриття кримінальної імперії, що охоплює всю Галактику. Екіпажу «Королеви сонця» дозволено дешево придбати космічний корабель злочинців, і вони використовуватимуть його для міжпланетних перевезень пошти у системі Трев.